# 鳞纹石鳖
鳞纹石鳖（学名：Rhyssoplax komaiana），是新石鳖目石鳖科Rhyssoplax的一种。主要分布于台湾，常栖息在浅海珊瑚礁、岩石底。